# Морадучо (Фиренца)
Морадучо је насеље у Италији у округу Фиренца, региону Тоскана.
Према процени из 2011. у насељу је живело 4 становника. Насеље се налази на надморској висини од 278 м.